# Цыганов, Владимир Николаевич
Владимир Николаевич Цыганов (род. 1 января 1949) — советский легкоатлет, специалист по бегу на короткие дистанции. Выступал на всесоюзном уровне в 1970-х годах, трёхкратный серебряный призёр чемпионатов СССР в эстафете 4 × 400 метров, победитель всесоюзных и армейских первенств. Представлял Москву и Вооружённые силы. Впоследствии проявил себя как тренер по триатлону. Заслуженный тренер России.

## Биография
Владимир Цыганов родился 1 января 1949 года. Занимался лёгкой атлетикой в Москве, выступал за Советскую Армию.
Первого серьёзного успеха на всесоюзном уровне добился в сезоне 1972 года, когда на чемпионате СССР в Москве с командой Вооружённых сил выиграл серебряную медаль в зачёте эстафеты 4 × 400 метров.
В 1973 году на чемпионате СССР в Москве с московской командой вновь стал серебряным призёром в эстафете 4 × 400 метров.
В 1974 году на следующем чемпионате СССР в Москве добавил в послужной список третью серебряную награду, полученную в эстафете 4 × 400 метров.
Помимо этого, становился чемпионом СКДА в дисциплинах 200 и 400 метров, неоднократно побеждал на первенствах Вооружённых сил.
После завершения спортивной карьеры работал тренером в ЦСКА, занимал должность главного тренера сборной Вооружённых сил РФ по триатлону.
Заслуженный тренер России. Награждён орденом «За службу Родине» III степени, медалью «В память 30-летия Игр XXII Олимпиады 1980 года в Москве». Полковник запаса.

## Награды
- орден «За службу Родине в Вооружённых Силах СССР»» III степени;
- медаль «В память 30-летия Игр XXII Олимпиады 1980 года в Москве» (2010);
- юбилейная медаль «100 лет Центральному спортивному клубу Армии» (11 июля 2023) — за разумную инициативу, усердие и отличие по службе, добросовестное исполнение трудовых обязанностей[4].